# 库朗德兰
库朗德兰（法語：Courrendlin，法語發音：[kuʁɑ̃dlɛ̃]；弗朗什-孔泰语：Coérrendlïn）是瑞士汝拉州的一个市镇，位於該國西北部，面積11.08平方公里，海拔高度436米，2011年人口2,613，七成人口信奉羅馬天主教，人口密度每平方公里236人。2019年，市镇韦勒拉与勒伯沃利耶并入库朗德兰。